# 愛知県管工機材商業協同組合
愛知県管工機材商業協同組合（あいちけんかんこうきざいしょうぎょうきょうどうくみあい）は、愛知県において、パイプ・バルブ・継手・水栓器具・化成品・ポンプなどの管工機材の販売を営む事業者によって組織された事業協同組合である。略称「愛管協」（または「愛管商」） 。

## 概要
中小企業等協同組合法に基づき、昭和38年（1963年）に設立された協同組合。
その目的は「相互扶助の精神に基づき組合員のために必要な共同事業を行い、もって組合員の自主的な経済活動を促進し、かつその経済的地位の向上を図る事を目的とする」ことにある。
出資金は573万円。
全国各地区の同業者組合と連携のもと、理事会を中心として、総務部会・経営対策部会・広報部会・福利厚生部会・組合加入促進部会の5部会を設け、組合事業を実施している。
また「管工機材・設備総合展」を隔年開催している。

## 沿革
- 昭和38年（1963年） 「愛知県バルブ水栓鉄管継手商業協同組合」として発足。※他団体からの分離・独立等ではない。
- 昭和38年（1963年） 「全国バルブ継手鉄管ポンプ商業連合会」を東京組合・大阪組合とともに結成。
- 昭和38年（1963年） 「第1回バルブ水栓配管資材展示会」（のちの「管工機材・設備総合展」）を全国に先駆けて愛知県中小企業センターで開催。
- 昭和39年（1964年） 「愛知県管工機材商業協同組合」と改称。
- 昭和49年（1974年）  名古屋市熱田区横田町に組合事務所完成。
- 昭和59年（1984年）  名古屋市中小企業振興会館「吹上ホール」で「管工機材・設備総合展」を初開催。
- 平成 2年（1990年）  組合事務所を名古屋市中区伊勢山1-2-5に移転。
- 平成14年（2002年）  インターネットドメイン名「kanzaiten-aichi.net」を取得。
- 平成15年（2003年）  組合創立40周年記念式典を開催。
- 平成25年 (2013年)   組合創立50周年記念祝賀会を開催。
- 平成30年 (2018年)   組合事務所を現在地(名古屋市中区伊勢山2-5-10)に移転。
- 令和5年 (2023年)     組合創立60周年記念祝賀会を開催。
- 令和6年（2024年） 「第34回管工機材・設備総合展」を開催予定。

## 組織
- 組合員（正会員） 82社（令和3年10月1日現在）
- 賛助会員（製造業者）128社
- 理事長など役員23名

## 所在地
- 名古屋市中区伊勢山二丁目5番10号(2018年3月19日から)

## 関連団体
- 一般社団法人 全国管工機材商業連合会（管機連）